# Campeonato Mundial de Patinação Artística no Gelo de 1986
O Campeonato Mundial de Patinação Artística no Gelo de 1986 foi a septuagésima sexta edição do Campeonato Mundial de Patinação Artística no Gelo, um evento anual de patinação artística no gelo organizado pela União Internacional de Patinação (em inglês:  International Skating Union) onde os patinadores artísticos competem pelo título de campeão mundial. A competição foi disputada entre os dias 18 e 23 de março, na cidade de Genebra, Suíça.

## Eventos
- Individual masculino
- Individual feminino
- Duplas
- Dança no gelo

## Medalhistas
| Evento                        | Ouro                                                  | Prata                                                 | Bronze                                |
| Individual masculino detalhes | Brian Boitano · Estados Unidos                        | Brian Orser · Canadá                                  | Alexander Fadeev · União Soviética    |
| Individual feminino detalhes  | Debi Thomas · Estados Unidos                          | Katarina Witt · Alemanha Oriental                     | Tiffany Chin · Estados Unidos         |
| Duplas detalhes               | Ekaterina Gordeeva · Sergei Grinkov · União Soviética | Elena Valova · Oleg Vasiliev · União Soviética        | Cynthia Coull · Mark Rowsom · Canadá  |
| Dança no gelo detalhes        | Natalia Bestemianova · Andrei Bukin · União Soviética | Marina Klimova · Sergei Ponomarenko · União Soviética | Tracy Wilson · Robert McCall · Canadá |

## Resultados

### Individual masculino
| Pos.              | Nome                  | Nacionalidade      | Pontos |
| ----------------- | --------------------- | ------------------ | ------ |
| Medalha de ouro   | Brian Boitano         | Estados Unidos     | 5.4    |
| Medalha de prata  | Brian Orser           | Canadá             | 5.4    |
| Medalha de bronze | Alexander Fadeev      | União Soviética    | 6.4    |
| 4                 | Vladimir Kotin        | União Soviética    | 9.6    |
| 5                 | Viktor Petrenko       | União Soviética    | 10.6   |
| 6                 | Jozef Sabovčík        | Tchecoslováquia    | 11.8   |
| 7                 | Heiko Fischer         | Alemanha Ocidental | 14.6   |
| 8                 | Daniel Doran          | Estados Unidos     | 15.6   |
| 9                 | Scott Williams        | Estados Unidos     | 16.8   |
| 10                | Masaru Ogawa          | Japão              | 22.0   |
| 11                | Richard Zander        | Alemanha Ocidental | 22.4   |
| 12                | Falko Kirsten         | Alemanha Oriental  | 24.6   |
| 13                | Grzegorz Filipowski   | Polônia            | 26.2   |
| 14                | Oliver Höner          | Suíça              | 27.2   |
| 15                | Laurent Depouilly     | França             | 29.6   |
| 16                | Petr Barna            | Tchecoslováquia    | 30.6   |
| 17                | Lars Åkesson          | Suécia             | 34.6   |
| 18                | Neil Paterson         | Canadá             | 35.2   |
| 19                | Lars Dresler          | Dinamarca          | 37.2   |
| 20                | Jaimee Eggleton       | Canadá             | 38.4   |
| Semifinais        |                       |                    |        |
| 21                | Alessandro Riccitelli | Itália             | 25.4   |
| 22                | Cameron Medhurst      | Austrália          | 25.6   |
| 23                | Thomas Hlavik         | Áustria            | 27.0   |
| 24                | Oula Jääskeläinen     | Finlândia          | 32.4   |
| 25                | Miljan Begović        | Iugoslávia         | 32.4   |
| 26                | András Száraz         | Hungria            | 35.2   |
| 27                | Boiko Alexiev         | Bulgária           | 36.4   |
| 28                | Fernando Soria        | Espanha            | 37.4   |

### Individual feminino
| Pos.              | Nome             | Nacionalidade      | Pontos |
| ----------------- | ---------------- | ------------------ | ------ |
| Medalha de ouro   | Debi Thomas      | Estados Unidos     | 3.6    |
| Medalha de prata  | Katarina Witt    | Alemanha Oriental  | 4.4    |
| Medalha de bronze | Tiffany Chin     | Estados Unidos     | 7.2    |
| 4                 | Kira Ivanova     | União Soviética    | 11.0   |
| 5                 | Elizabeth Manley | Canadá             | 12.4   |
| 6                 | Claudia Leistner | Alemanha Ocidental | 13.4   |
| 7                 | Anna Kondrashova | União Soviética    | 13.4   |
| 8                 | Caryn Kadavy     | Estados Unidos     | 14.8   |
| 9                 | Tracy Wainman    | Canadá             | 18.4   |
| 10                | Natalia Lebedeva | União Soviética    | 18.8   |
| 11                | Midori Ito       | Japão              | 19.6   |
| 12                | Simone Koch      | Alemanha Oriental  | 26.8   |
| 13                | Agnès Gosselin   | França             | 28.0   |
| 14                | Katrien Pauwels  | Bélgica            | 30.0   |
| 15                | Susanne Becher   | Alemanha Ocidental | 30.2   |
| 16                | Claudia Villiger | Suíça              | 30.2   |
| 17                | Constanze Gensel | Alemanha Oriental  | 35.4   |
| 18                | Tamara Téglássy  | Hungria            | 36.0   |
| 19                | Elise Ahonen     | Finlândia          | 37.6   |
| Semifinais        |                  |                    |        |
| 20                | Beatrice Gelmini | Itália             | 23.2   |
| 21                | Željka Čižmešija | Iugoslávia         | 23.8   |
| 22                | Lotta Falkenbäck | Suécia             | 24.2   |
| 23                | Pauline Lee      | Taipé Chinesa      | 32.0   |
| 24                | Hye Kyung Lim    | Coreia do Sul      | 32.6   |
| 25                | Sandra Escoda    | Espanha            | 34.8   |
| 26                | Petia Gavazova   | Bulgária           | 36.6   |
| WD                | Susan Jackson    | Reino Unido        | ─      |

### Duplas
| Pos.              | Nome                                | Nacionalidade      | Pontos |
| ----------------- | ----------------------------------- | ------------------ | ------ |
| Medalha de ouro   | Ekaterina Gordeeva / Sergei Grinkov | União Soviética    | 1.4    |
| Medalha de prata  | Elena Valova / Oleg Vasiliev        | União Soviética    | 2.8    |
| Medalha de bronze | Cynthia Coull / Mark Rowsom         | Canadá             | 4.6    |
| 4                 | Larisa Selezneva / Oleg Makarov     | União Soviética    | 5.2    |
| 5                 | Denise Benning / Lyndon Johnston    | Canadá             | 8.4    |
| 6                 | Jill Watson / Peter Oppegard        | Estados Unidos     | 8.6    |
| 7                 | Gillian Wachsman / Todd Waggoner    | Estados Unidos     | 9.0    |
| 8                 | Natalie Seybold / Wayne Seybold     | Estados Unidos     | 11.2   |
| 9                 | Katrin Kanitz / Tobias Schröter     | Alemanha Oriental  | 11.8   |
| 10                | Lenka Knapová / René Novotný        | Tchecoslováquia    | 14.0   |
| 11                | Manuela Landgraf / Ingo Steuer      | Alemanha Oriental  | 15.4   |
| 12                | Cheryl Peak / Andrew Naylor         | Reino Unido        | 16.8   |
| 13                | Kerstin Kimminus / Stefan Pfrengle  | Alemanha Ocidental | 18.6   |
| 14                | Danielle Carr / Stephen Carr        | Austrália          | 19.2   |
| 15                | Sylvie Vaquero / Didier Manaud      | França             | 21.0   |

### Dança no gelo
| Pos.              | Nome                                    | Nacionalidade      | Pontos |
| ----------------- | --------------------------------------- | ------------------ | ------ |
| Medalha de ouro   | Natalia Bestemianova / Andrei Bukin     | União Soviética    | 2.4    |
| Medalha de prata  | Marina Klimova / Sergei Ponomarenko     | União Soviética    | 3.6    |
| Medalha de bronze | Tracy Wilson / Robert McCall            | Canadá             | 7.0    |
| 4                 | Natalia Annenko / Genrikh Sretenski     | União Soviética    | 7.0    |
| 5                 | Suzanne Semanick / Scott Gregory        | Estados Unidos     | 10.0   |
| 6                 | Renée Roca / Donald Adair               | Estados Unidos     | 12.0   |
| 7                 | Kathrin Beck / Christoff Beck           | Áustria            | 14.0   |
| 8                 | Antonia Becherer / Ferdinand Becherer   | Alemanha Ocidental | 16.0   |
| 9                 | Karyn Garossino / Rodn Garossino        | Canadá             | 18.0   |
| 10                | Isabella Micheli / Roberto Pelizzola    | Itália             | 20.0   |
| 11                | Klára Engi / Attila Tóth                | Hungria            | 22.0   |
| 12                | Isabelle Duchesnay / Paul Duchesnay     | França             | 24.0   |
| 13                | Sharon Jones / Paul Askham              | Reino Unido        | 26.4   |
| 14                | Tomoko Tanaka / Hiroyuki Suzuki         | Japão              | 27.6   |
| 15                | Stefania Calegari / Pasquale Camerlengo | Itália             | 30.4   |
| 16                | Elizabeth Coates / Alan Abretti         | Reino Unido        | 31.6   |
| 17                | Andrea Weppelmann / Hendryk Schamberger | Alemanha Ocidental | 34.0   |
| 18                | Claudia Schmidlin / Daniel Schmidlin    | Suíça              | 36.0   |
| 19                | Monica MacDonald / Rodney Clarke        | Austrália          | 38.0   |
| 20                | Hristina Boyanova / Javor Ivanov        | Bulgária           | 40.0   |
| Semifinais        |                                         |                    |        |
| 21                | Susanna Pettola / Kim Jacobson          | Finlândia          | 25.0   |
| 22                | Kyung Sook Park / Seung Jong Han        | Coreia do Sul      | 27.0   |

## Quadro de medalhas
| Ordem | País              | Medalha de ouro | Medalha de prata | Medalha de bronze |    | Ordem por total |
| ----- | ----------------- | --------------- | ---------------- | ----------------- | -- | --------------- |
| 1     | União Soviética   | 2               | 2                | 1                 | 5  | 1               |
| 2     | Estados Unidos    | 2               |                  | 1                 | 3  | 2               |
| 3     | Canadá            |                 | 1                | 2                 | 3  | 2               |
| 4     | Alemanha Oriental |                 | 1                |                   | 1  | 4               |
| TOTAL | TOTAL             | 4               | 4                | 4                 | 12 | —               |